# Al desierto
Al desierto és una pel·lícula coproducció de l'Argentina i Xile estrenada el 30 de novembre de 2017 coescrita i dirigida per Ulises Rosell i protagonitzada per Valentina Bassi. Segons el rànquing d'espectadors de pel·lícules nacionals, 3.747 persones l'havien vist.

## Sinopsi
Julia és una empleada del casino de Comodoro Rivadavia (Argentina). A causa del context precari que li envolta, accepta un lloc administratiu en la petroliera on treballa Gwynfor, un descendent gal·lès. Per a quan adverteix l'engany ja es troben en el desert en el mitjà d'una àrdua travessia a peu per la Patagònia.

## Reparto
- Valentina Bassi com Julia.
- Jorge Sesán com Gwynfor.
- Alejandro Goic com Comisario Prieto.
- Gastón Salgado com Ahumada, assistent de Prieto.

## Premis i nominacions
Premis Cóndor de Plata entregats per l'Asociación de Cronistas Cinematográficos de la Argentina el 2018.
| Any  | Categoria     | Candidat        | Resultat |
| ---- | ------------- | --------------- | -------- |
| 2018 | Millor Actriu | Valentina Bassi | Nominat  |

Valentina Bassi també va ser nominada al premi a la millor actriu al Festival Internacional de Cinema de Mar del Plata i a Horizontes Latinos del Festival Internacional de Cinema de Sant Sebastià 2017.